# 板底乡
板底乡，是中华人民共和国贵州省毕节市威宁彝族回族苗族自治县下辖的一个乡镇级行政单位。

## 行政区划
板底乡下辖以下地区：
板底村、曙光村、雄英村、新华村、登底村、清河村、安平村和兴胜村。